# Фалетићи (Источни Стари Град)
Фалетићи су источносарајевско насеље у општини Источни Стари Град, град Источно Сарајево, Република Српска, БиХ.

## Историја
Дејтонским споразумом, бивше насеље Фалетићи, које се налазило у општини Стари Град је подијељено између Републике Српске и Федерације БиХ. Источни дио насеља је припао Источном Сарајеву, а западни федералном Сарајеву.

## Географија
Насеље се налази у западном дијелу општине Источни Стари Град, на граници са општином Стари Град. Припада мјесној заједници Хреша.

## Становништво
Према прелиминарним подацима пописа становништва 2013. године, у насељу је пописано 36 лица. Број становника према попису из 1991. године у бившем јединственом насељу Фалетићи је износио 332.
| Националност       | 1991. | 1981. | 1971. |
| Срби               | 75    | 74    | 64    |
| Хрвати             | 0     | 1     | 0     |
| Муслимани          | 250   | 216   | 233   |
| Југословени        | 7     | 18    | 0     |
| остали и непознато | 0     | 14    | 1     |
| Укупно             | 332   | 323   | 298   |